# Смушкова, Мария Аркадьевна
Мария Аркадьевна Смушкова (урождённая Гар) (24 декабря 1893, Елисаветград, Российская империя — 28 марта 1986, Москва, СССР) — выдающиеся русский и советский библиотечный деятель и журналистка.

## Биография
Родилась 24 декабря 1896 года в Елисаветграде. В 1912 году поступила на Московские Высшие женские курсы, которые она окончила в 1917 году и в том же году поступила на ускоренные курсы по библиотечному делу, которые она окончила в 1919 году. Заведовала библиотекой отдела Наркомпроса, а также создавала журнал Красный библиотекарь, после выхода которого была первым его редактором, внесла огромный вклад в развитие библиотечной журналистики. Возглавляла ЦБК. В Москву вернулась в 1956 году после реабилитации.
Скончалась 28 марта 1986 года в Москве.

### Личная жизнь
Мария Смушкова вышла замуж за Ефима Ильича Рубинштейна. В этом браке родилось двое дочерей.

### Репрессии
С 1936 по 1956 год она была репрессирована.